# Yona Wallach
Yona Wallach (Tel Aviv, 10 de junio de 1944 - Kiryat Ono, 26 de septiembre de 1985) fue una poetisa israelí.
Wallach nació en Palestina, adonde sus padres Michael Wallach (1912-1948) y Esther Gofman (1910-1985), inmigrantes desde Besarabia, habían llegado a principios de 1930. Junto con otros compañeros sionistas que construyeron sus casas en tierras que se adquirieron de los pueblos árabes vecinos hoy conocidas como Kefar Ono, un pequeño pueblo agrícola en el centro de Israel, donde Wallach vivió con su madre durante la mayor parte de su vida, hasta su muerte por cáncer de mama el 26 de septiembre de 1985. Wallach nunca se casó y nunca salió de Israel. Su padre murió en la Guerra de la Independencia cuando ella tenía sólo cuatro años de edad. Su madre era copropietaria del cine de la aldea; murió de Parkinson poco antes de la muerte de Wallach. La hermana mayor de Yona, Nira Wallach Schentzer (1938–), de quien fue separada, vive en Jerusalén.
Wallach vivió en la localidad de Kiryat Ono (cerca de Tel Aviv), que su padre había ayudado a fundar.
Orgullosa de su bisexualidad, sorprendió a sus lectores con diversas expresiones de la sexualidad y la espiritualidad mixtos. 
Se cree que muchos de los primeros poemas de Wallach ―más tarde recogidos en Devarim (‘Cosas’, 1966)― fueron escritos antes de que ella cumpliera dieciocho años. Estos conocidos poemas ―acerca de las vidas destrozadas de personajes extraños, en su mayoría mujeres, con exóticos nombres no judíos, como Cornelia, Cecilia y Teresa― aún se consideran el pináculo de su trabajo. El ascenso a la gloria de Wallach estuvo marcado tanto por grandes éxitos y por frecuentes abandonos. Después de que sus poemas comenzaron a aparecer en varios periódicos y revistas en 1964 y empezó a ser reconocida entre los jóvenes poetas de vanguardia de Israel, Wallach experimentó varios años de caos personal y una intensa participación en sexo promiscuo, drogas duras y locura. Fue internada en dos oportunidades en instituciones mentales, una vez a mediados de los años sesenta y otra en los setenta.
En la obra de Wallach se nota la influencia de la psicología de Jung. Escribió cartas a las bandas de rock de Israel. Su libro Canciones de la isla se publicó en 1969.
En su poema Yonatán, ella interpreta a sí misma como un niño que es decapitado por otros muchachos que tienen sed de sangre.
Falleció 26 de septiembre de 1985 a los 41 años, de cáncer de mama en Kiryat Ono.

## Obras
Libros de poesía publicados en idioma hebreo:
- 1966: Devarim (Cosas), revista Achshav.
- 1969: Shnei ganim (Dos jardines), Daga.
- 1976: Shirim o Shirah (Poemas recolectados), Siman Kriah.
- 1983: Or Pere (Luz salvaje). Tel Aviv: Echut.
- 1985: Tzurot (Formas). Tel Aviv: Hakibbutz Hameuchad y revista Siman Kriah.
- 1985: Mofah (Apariencia). Tel Aviv: Hakibbutz Hameuchad.
- 1992: Tat Hakarah Niftahat Kemo Menifah (El inconsciente se despliega como un abanico, poemas selectos 1963-1985). Tel Aviv: Hakibbutz Hameuchad y revista Siman Kriah.

### Libros de poesía traducidos al inglés
- Selected poems (Poemas selectos). Nueva York: Sheep Meadow, 1997.

Se han publicado poemas individuales en árabe, alemán, checo, chino, español, estonio, francés, griego, holandés, húngaro, ídish, inglés, italiano, japonés, polaco, rumano, ruso, serbo-croata y vietnamita.